# Награды Новосибирской области
Награды Новосибирской области — награды субъекта Российской Федерации. Учреждены Законом Новосибирской области от 27 декабря 2002 года № 85-ОЗ «О наградах Новосибирской области».
Награды Новосибирской области учреждены в целях морального стимулирования (награждения) людей и коллективов за выдающиеся заслуги, получившие широкое общественное признание, способствующие развитию и повышению авторитета Новосибирской области, росту благосостояния её населения.
Награждение наградами Новосибирской области является одним из важнейших стимулов поощрения за заслуги перед областью в государственном строительстве, экономике, науке, культуре, искусстве, воспитании, просвещении, охране здоровья, жизни и прав граждан, благотворительной деятельности и иные заслуги и достижения, получившие широкое общественное признание.

## Виды наград Новосибирской области

### Высшая награда
| Изображение награды | Наименование награды | Дата учреждения                                | Правила награждения | Источник                                                                                       |
| ------------------- | --- | ---------------------------------------------- | --- | ---------------------------------------------------------------------------------------------- |
|                     | Почётное звание «Почётный гражданин Новосибирской области» --- (Нагрудный знак «Почётный гражданин Новосибирской области») | 27 декабря 2002 года --- 13 сентября 2012 года | Почётное звание «Почётный гражданин Новосибирской области» является высшей наградой Новосибирской области и присваивается гражданам за выдающиеся заслуги в социально-экономическом развитии Новосибирской области, в деле защиты прав и свобод граждан, укрепления мира и согласия в обществе, повышения авторитета Новосибирской области в Российской Федерации и за рубежом. Гражданам, которым присвоено почётное звание «Почётный гражданин Новосибирской области», вручаются удостоверение, нагрудный знак «Почётный гражданин Новосибирской области» и выплачивается денежное вознаграждение в размере ста тысяч рублей без учёта налога на доходы физических лиц. Почётное звание «Почётный гражданин Новосибирской области» присваивается не более чем трём гражданам в два года. Нагрудный знак «Почётный гражданин Новосибирской области» носится на левой стороне груди и располагается ниже государственных наград Российской Федерации и СССР. | Закон Новосибирской области от 27 декабря 2002 года № 85-ОЗ «О наградах Новосибирской области» |

### Знаки отличия
| Изображение награды | Наименование награды                                    | Дата учреждения      | Правила награждения | Источник |
| ------------------- | ------------------------------------------------------- | -------------------- | --- | --- |
|                     | Знак отличия «За заслуги перед Новосибирской областью»  | 27 декабря 2002 года | Знаком отличия «За заслуги перед Новосибирской областью» награждаются граждане за выдающиеся достижения, направленные на обеспечение развития Новосибирской области в сфере экономики, производства, науки, техники, культуры, физической культуры и спорта, искусства, образования, здравоохранения, укрепление законности, правопорядка и общественной безопасности, а также за благотворительную и общественную деятельность однократно. Гражданам, награждённым знаком отличия «За заслуги перед Новосибирской областью», вручается удостоверение к нему и выплачивается денежное вознаграждение в размере сорока тысяч рублей без учёта налога на доходы физических лиц. Знак отличия «За заслуги перед Новосибирской областью» носится на левой стороне груди и располагается ниже государственных наград Российской Федерации и СССР. | Закон Новосибирской области от 27 декабря 2002 года № 85-ОЗ «О наградах Новосибирской области»                                                              |
|                     | Знак отличия «За материнскую доблесть»                  | 15 декабря 2007 года | Знаком отличия «За материнскую доблесть» награждаются матери, проживающие на территории Новосибирской области не менее пяти лет, родившие (усыновившие) и воспитавшие пять или более детей — граждан Российской Федерации, при наличии не менее одного несовершеннолетнего ребенка на дату представления ходатайства о награждении. При определении количества детей учитываются дети, погибшие или пропавшие без вести при защите Отечества или его интересов, при исполнении воинского, служебного или гражданского долга, умершие вследствие ранения, контузии, увечья или заболевания, полученных при указанных обстоятельствах, либо вследствие трудового увечья или профессионального заболевания. К награждению представляются матери, добросовестно относящиеся к воспитанию своих детей, обеспечивающие заботу о здоровье, образовании, физическом, духовном и нравственном развитии детей, гармоничном развитии их личности. Награждение производится при отсутствии у матери, представленной к награждению, государственных наград СССР и Российской Федерации, наград субъектов Российской Федерации за рождение и воспитание детей. Матерям, награждённым знаком отличия «За материнскую доблесть», вручается удостоверение к нему и выплачивается единовременное денежное вознаграждение в размере пятидесяти тысяч рублей без учёта налога на доходы физических лиц. Награждение знаком отличия «За материнскую доблесть» осуществляется один раз. Знак отличия «За материнскую доблесть» носится на левой стороне груди и располагается ниже государственных наград СССР и Российской Федерации. | Закон Новосибирской области от 27 декабря 2002 года № 85-ОЗ «О наградах Новосибирской области» --- (в редакции Закона от 15 декабря 2007 года № 172-ОЗ)     |
|                     | Знак отличия «Отцовская слава»                          | 28 февраля 2013 года | Знаком отличия «Отцовская слава» награждаются отцы, проживающие на территории Новосибирской области не менее пяти лет, воспитывающие (воспитавшие) в неполной семье трех и более детей — граждан Российской Федерации, развивающие и укрепляющие семейные традиции и ценности, воспитывающие (воспитавшие) в своих детях чувство патриотизма. При награждении знаком отличия учитываются дети, погибшие или пропавшие без вести при защите Отечества или его интересов, при исполнении воинского, служебного или гражданского долга, умершие вследствие ранения, контузии, увечья или заболевания, полученных при указанных обстоятельствах, либо вследствие трудового увечья или профессионального заболевания. Награждение производится при отсутствии у отца, представленного к награждению, государственных наград СССР и Российской Федерации, наград субъектов Российской Федерации за воспитание детей. Отцам, награждённым знаком отличия «Отцовская слава», вручается удостоверение к нему и выплачивается единовременное денежное вознаграждение в размере тридцати тысяч рублей без учёта налога на доходы физических лиц. Награждение знаком отличия «Отцовская слава» осуществляется один раз. Знак отличия «Отцовская слава» носится на левой стороне груди и располагается ниже государственных наград СССР и Российской Федерации. | Закон Новосибирской области от 27 декабря 2002 года № 85-ОЗ «О наградах Новосибирской области» --- (в редакции Закона от 28 февраля 2013 года № 303-ОЗ)     |
|                     | Знак отличия «За укрепление дружбы и согласия»          | 28 февраля 2013 года | Знаком отличия «За укрепление дружбы и согласия» награждаются граждане за особые заслуги, получившие широкую общественную известность и признание, за выдающийся вклад в развитие международных, внешнеэкономических и межрегиональных связей Новосибирской области, внесшие большой личный вклад в укрепление дружбы и согласия. Гражданам, награждённым знаком отличия «За укрепление дружбы и согласия», вручается удостоверение к нему и выплачивается единовременное денежное вознаграждение в размере тридцати тысяч рублей без учёта налога на доходы физических лиц. Знак отличия «За укрепление дружбы и согласия» носится на левой стороне груди и располагается ниже государственных наград СССР и Российской Федерации. | Закон Новосибирской области от 27 декабря 2002 года № 85-ОЗ «О наградах Новосибирской области» --- (в редакции Закона от 28 февраля 2013 года № 303-ОЗ)     |
|                     | Знак отличия «За милосердие и благотворительность»      | 28 февраля 2013 года | Знаком отличия «За милосердие и благотворительность» награждаются граждане за проявленное ими милосердие и (или) осуществляемую благотворительную деятельность. Гражданам, награждённым знаком отличия «За милосердие и благотворительность», вручается удостоверение к нему и выплачивается единовременное денежное вознаграждение в размере тридцати тысяч рублей без учёта налога на доходы физических лиц. Знак отличия «За милосердие и благотворительность» носится на левой стороне груди и располагается ниже государственных наград СССР и Российской Федерации. | Закон Новосибирской области от 27 декабря 2002 года № 85-ОЗ «О наградах Новосибирской области» --- (в редакции Закона от 28 февраля 2013 года № 303-ОЗ)     |
|                     | Знак отличия «Будущее Новосибирской области»            | 28 февраля 2013 года | Знаком отличия «Будущее Новосибирской области» награждаются граждане в возрасте до 25 лет за выдающиеся способности и значительные достижения в различных отраслях экономики, в научной, научно-исследовательской, инновационной, социально-культурной, образовательной и иной общественно полезной деятельности, добившиеся высоких результатов на международных, общероссийских, межрегиональных, областных мероприятиях, а также за публикации в научных и литературных изданиях, научные и инновационные разработки. Гражданам, награждённым знаком отличия «Будущее Новосибирской области», вручается удостоверение к нему и выплачивается единовременное денежное вознаграждение в размере тридцати тысяч рублей без учёта налога на доходы физических лиц. Знак отличия «Будущее Новосибирской области» носится на левой стороне груди и располагается ниже государственных наград СССР и Российской Федерации. | Закон Новосибирской области от 27 декабря 2002 года № 85-ОЗ «О наградах Новосибирской области» --- (в редакции Закона от 28 февраля 2013 года № 303-ОЗ) --- |
|                     | Знак отличия «Почётный наставник Новосибирской области» | 4 июня 2019 года     | Знаком отличия «Почётный наставник Новосибирской области» награждаются граждане из числа высококвалифицированных работников различных сфер деятельности, выполняющих функции наставника на протяжении не менее пяти лет в отношении не менее пяти молодых специалистов, за личные заслуги в содействии молодым специалистам в успешном овладении ими профессиональными знаниями, умениями и навыками, приобретении опыта работы по специальности, а также в проведении эффективной работы по их воспитанию, повышению общественной активности и формированию гражданской позиции. Гражданам, награждённым знаком отличия «Почётный наставник Новосибирской области», вручается удостоверение к нему и выплачивается единовременное денежное вознаграждение в размере тридцати тысяч рублей без учёта налога на доходы физических лиц. Знак отличия «Почётный наставник Новосибирской области» носится на левой стороне груди и располагается ниже государственных наград СССР и Российской Федерации. | Закон Новосибирской области от 27 декабря 2002 года № 85-ОЗ «О наградах Новосибирской области» --- (в редакции Закона от 4 июня 2019 года № 372-ОЗ)         |

### Медали
| Изображение награды | Наименование награды          | Дата учреждения      | Правила награждения | Источник |
| ------------------- | ----------------------------- | -------------------- | --- | --- |
|                     | Медаль «За смелость и отвагу» | 4 июня 2019 года     | Медалью «За смелость и отвагу» награждаются граждане за личное мужество, самоотверженность и отвагу, смелые и решительные действия, проявленные при исполнении гражданского или служебного долга при обстоятельствах, сопряженных с риском для жизни и здоровья. Гражданам, награждённым медалью «За смелость и отвагу», вручается удостоверение к ней, нагрудный знак и выплачивается единовременное денежное вознаграждение в размере тридцати тысяч рублей без учёта налога на доходы физических лиц. Медаль «За смелость и отвагу» носится на левой стороне груди и располагается ниже государственных наград СССР и Российской Федерации. | Закон Новосибирской области от 27 декабря 2002 года № 85-ОЗ «О наградах Новосибирской области» --- (в редакции Закона от 4 июня 2019 года № 372-ОЗ) |
|                     | Медаль Покрышкина             | 28 февраля 2013 года | Медалью Покрышкина награждаются граждане за доблестное служение Отечеству, активное участие в военно-патриотическом воспитании граждан, за значительный вклад в увековечение памяти воинов-сибиряков, а также за выдающийся вклад в развитие авиации и космонавтики, имеющие государственные награды СССР, Российской Федерации, награды и поощрения Президента Российской Федерации, Правительства Российской Федерации, ведомственные награды, поощрения территориальных органов федеральных органов исполнительной власти, награды и поощрения Губернатора Новосибирской области, органов государственной власти Новосибирской области, иных государственных органов Новосибирской области, органов местного самоуправления муниципальных образований Новосибирской области. Гражданам, награждённым медалью Покрышкина, вручается удостоверение к ней и нагрудный знак. Медаль Покрышкина носится на левой стороне груди и располагается ниже государственных наград СССР и Российской Федерации. | Закон Новосибирской области от 27 декабря 2002 года № 85-ОЗ «О наградах Новосибирской области» --- (в редакции Закона от 28 февраля 2013 года № 303-ОЗ) --- Постановление губернатора Новосибирской области от 21 марта 2013 года № 54 «О медали Покрышкина» |

### Почётные знаки и звания
| Изображение награды | Наименование награды                                                                                | Дата учреждения      | Правила награждения | Источник |
| ------------------- | --------------------------------------------------------------------------------------------------- | -------------------- | --- | --- |
|                     | Почётный знак «За безупречную службу»                                                               | 1 июля 2015 года     | Почётным знаком «За безупречную службу» награждаются лица, замещающие (замещавшие) государственные должности Новосибирской области, должности государственной гражданской службы Новосибирской области, муниципальные должности, должности муниципальной службы в органах местного самоуправления, муниципальных органах муниципальных образований Новосибирской области не менее 15 лет, за эффективную деятельность по исполнению (по обеспечению исполнения) полномочий органов государственной власти Новосибирской области, государственных органов Новосибирской области, органов местного самоуправления муниципальных образований Новосибирской области, муниципальных органов Новосибирской области, высокий профессионализм в решении вопросов государственного и местного значения. Гражданам, награждённым почётным знаком «За безупречную службу», вручается удостоверение к нему и выплачивается единовременное денежное вознаграждение в размере двадцати пяти тысяч рублей без учёта налога на доходы физических лиц. Награждение почётным знаком «За безупречную службу» осуществляется один раз. Ежегодно почётным знаком «За безупречную службу» награждается не более пяти государственных гражданских служащих Новосибирской области и не более пяти муниципальных служащих. Почётный знак «За безупречную службу» носится на левой стороне груди и располагается ниже государственных наград Российской Федерации и СССР. | Закон Новосибирской области от 27 декабря 2002 года № 85-ОЗ «О наградах Новосибирской области» --- (в редакции Закона от 1 июля 2015 года № 579-ОЗ) |
|                     | Почётные звания Новосибирской области --- (Нагрудный знак к Почётным званиям Новосибирской области) | 27 декабря 2002 года | Почётные звания Новосибирской области учреждены для поощрения граждан за заслуги и большой личный вклад в социально-экономическое и культурное развитие Новосибирской области, высокое профессиональное мастерство и добросовестный труд, способствующие развитию области. Почётные звания присваиваются лицам, внёсшим значительный вклад в сфере своей профессиональной деятельности. В настоящее время (2021 год) учреждены следующие Почётные звания: - Заслуженный деятель науки Новосибирской области; - Заслуженный работник жилищно-коммунального хозяйства Новосибирской области; - Заслуженный работник здравоохранения Новосибирской области; - Заслуженный работник культуры и искусства Новосибирской области; - Заслуженный работник лесного хозяйства Новосибирской области; - Заслуженный работник образования Новосибирской области; - Заслуженный работник в области охраны окружающей среды Новосибирской области; - Заслуженный работник промышленности Новосибирской области; - Заслуженный работник связи и информатизации Новосибирской области; - Заслуженный работник сельского хозяйства Новосибирской области; - Заслуженный работник средств массовой информации Новосибирской области; - Заслуженный спасатель Новосибирской области; - Заслуженный строитель Новосибирской области; - Заслуженный работник социальной защиты Новосибирской области; - Заслуженный работник торговли Новосибирской области; - Заслуженный работник транспорта Новосибирской области; - Заслуженный работник физической культуры и спорта Новосибирской области; - Заслуженный финансист Новосибирской области; - Заслуженный экономист Новосибирской области; - Заслуженный работник энергетики Новосибирской области; - Заслуженный юрист Новосибирской области. Удостоенным Почётных званий вручается соответствующий нагрудный знак, удостоверение к нему, выплачивается единовременное денежное вознаграждение. | Закон Новосибирской области от 27 декабря 2002 года № 85-ОЗ «О наградах Новосибирской области»                                                      |

### Памятные и юбилейные медали
| Изображение награды | Наименование награды                                            | Дата учреждения       | Правила награждения | Источник |
| ------------------- | --------------------------------------------------------------- | --------------------- | --- | --- |
|                     | Памятная медаль «За вклад в развитие Новосибирской области»     | 24 августа 2012 года  | Памятная медаль «За вклад в развитие Новосибирской области» учреждена в ознаменование 75-летия со дня образования Новосибирской области, в целях поощрения граждан за заслуги перед Новосибирской областью. Памятной медалью награждаются граждане Российской Федерации, иностранные граждане, лица без гражданства за плодотворную профессиональную и общественную деятельность, оказавшую значительное влияние на развитие Новосибирской области, награжденные государственными наградами СССР, РСФСР, Российской Федерации, наградами и поощрениями Президента Российской Федерации, Правительства Российской Федерации, ведомственными наградами, наградами и поощрениями территориальных органов федеральных органов исполнительной власти, Губернатора Новосибирской области, Правительства Новосибирской области, иных органов государственной власти Новосибирской области, государственных органов Новосибирской области, органов местного самоуправления в Новосибирской области, организаций. Вручение памятной медали и удостоверения к ней производится в торжественной обстановке на мероприятиях, посвященных празднованию 75-летия Новосибирской области. | Постановление губернатора Новосибирской области от 24 августа 2012 года № 144 «Об учреждении памятной медали „За вклад в развитие Новосибирской области“» --- |
|                     | Юбилейная медаль «80 лет Новосибирской области»                 | 27 сентября 2016 года | Юбилейная медаль «80 лет Новосибирской области» учреждена в ознаменование 80-летия со дня образования Новосибирской области, в целях поощрения граждан за заслуги перед Новосибирской областью. Юбилейная медаль является формой поощрения граждан Российской Федерации, иностранных граждан, лиц без гражданства за плодотворную профессиональную и общественную деятельность, оказавшую положительное влияние на социально-экономическое и культурное развитие Новосибирской области. Юбилейной медалью могут награждаться граждане: - награжденные государственными наградами СССР, РСФСР, Российской Федерации, наградами и поощрениями Президента Российской Федерации, Правительства Российской Федерации, ведомственными наградами, наградами и поощрениями территориальных органов федеральных органов исполнительной власти, наградами Новосибирской области, поощрениями Губернатора Новосибирской области, Правительства Новосибирской области, наградами и поощрениями органов государственной власти Новосибирской области, государственных органов Новосибирской области, органов местного самоуправления в Новосибирской области; - имеющие заслуги, получившие широкую общественную известность и признание, и способствующие повышению авторитета Новосибирской области в Российской Федерации и за рубежом. Вручение юбилейной медали и удостоверения к ней производится в торжественной обстановке на мероприятиях, посвященных празднованию 80-летия Новосибирской области. | Постановление губернатора Новосибирской области от 27 сентября 2016 года № 200 «Об учреждении юбилейной медали „80 лет Новосибирской области“» ---            |
|                     | Памятный нагрудный знак «Новосибирск — город трудовой доблести» | 28 апреля 2021 года   | Памятный нагрудный знак «Новосибирск — город трудовой доблести» учреждён постановлением Губернатора Новосибирской области от 28 апреля 2021 года № 98. В соответствии с положением памятный знак вручается лицам, проработавшим в тылу в период с 22 июня 1941 года по 9 мая 1945 года не менее шести месяцев, исключая период работы на временно оккупированных территориях СССР, а также лица, награжденные орденами или медалями СССР за самоотверженный труд в период Великой Отечественной войны. Первое вручение памятных нагрудных знаков состоялось в июле 2021 года. | Постановление Губернатора Новосибирской области от 28 апреля 2021 года № 98 "Об учреждении памятного нагрудного знака «Новосибирск — город трудовой доблести» |

### Другие награды
| Изображение награды | Наименование награды | Дата учреждения      | Правила награждения | Источник                                                                                       |
| ------------------- | --- | -------------------- | --- | ---------------------------------------------------------------------------------------------- |
|                     | Государственная премия Новосибирской области --- (Нагрудный знак лауреата государственной премии Новосибирской области) | 27 декабря 2002 года | Государственная премия Новосибирской области присуждается гражданам, проживающим в Новосибирской области, а также коллективам, состоящим не более чем из 10 человек, за значительный вклад в развитие гуманитарных, естественных и технических наук, соответствующий уровню передовых отечественных технологий, разработку и (или) внедрение новых технологий в сфере экономики, производства, техники, физической культуры и спорта, образования, здравоохранения, создание произведений литературы и искусства, получивших общественное признание и являющихся значительным вкладом в культуру Новосибирской области. Размер государственной премии Новосибирской области составляет триста тысяч рублей без учета налога на доходы физических лиц. В случае присуждения государственной премии Новосибирской области коллективу её денежная часть делится в равных долях между гражданами, входящими в состав коллектива. Ежегодно присуждается не более пяти государственных премий Новосибирской области. Гражданам, которым присуждена государственная премия Новосибирской области, вручается удостоверение, нагрудный знак и сертификат лауреата государственной премии Новосибирской области. В случае присуждения государственной премии Новосибирской области коллективу осуществляется вручение сертификата лауреата государственной премии на коллектив, а удостоверения и нагрудного знака лауреата государственной премии Новосибирской области — каждому из граждан, входящих в состав награжденного коллектива. | Закон Новосибирской области от 27 декабря 2002 года № 85-ОЗ «О наградах Новосибирской области» |
|                     | Почётная грамота Новосибирской области                                                                                  | 27 декабря 2002 года | Почётной грамотой Новосибирской области награждаются граждане и организации за особый вклад в социально — экономическое развитие области, высокие производственные и профессиональные достижения. Гражданам, награждённым Почётной грамотой, выплачивается денежное вознаграждение в размере двадцати тысяч рублей без учёта налога на доходы физических лиц. Почётная грамота Новосибирской области подписывается Губернатором Новосибирской области и Председателем Законодательного Собрания. | Закон Новосибирской области от 27 декабря 2002 года № 85-ОЗ «О наградах Новосибирской области» |

## Награды Законодательного Собрания Новосибирской области
| Изображение награды | Наименование награды                                                                           | Дата учреждения       | Правила награждения | Источник |
| ------------------- | ---------------------------------------------------------------------------------------------- | --------------------- | --- | --- |
|                     | Медаль «За вклад в развитие законодательства Новосибирской области»                            | 26 сентября 2013 года | Медаль Законодательного Собрания Новосибирской области «За вклад в развитие законодательства Новосибирской области» является формой поощрения граждан Российской Федерации за особый личный вклад в развитие законодательства Новосибирской области, обеспечение прав и свобод человека и гражданина на территории Новосибирской области. Медалью награждаются граждане, награжденные Почётным знаком Законодательного Собрания Новосибирской области или медалью Законодательного Собрания Новосибирской области «Общественное признание», со дня награждения которыми прошло не менее двух лет, относящиеся к следующим категориям: - депутаты Законодательного Собрания Новосибирской области, депутаты представительных органов муниципальных образований Новосибирской области, осуществляющие депутатскую деятельность не менее двух сроков полномочий; - лица, замещающие государственные должности Российской Федерации и (или) государственные должности Новосибирской области не менее 10 лет; - федеральные государственные служащие, государственные гражданские служащие Новосибирской области, муниципальные служащие, замещающие должности муниципальной службы в органах местного самоуправления муниципальных образований Новосибирской области, избирательных комиссиях муниципальных образований Новосибирской области, имеющие общий стаж государственной и (или) муниципальной службы не менее 15 лет; - помощники депутатов Законодательного Собрания Новосибирской области, исполняющие обязанности помощника депутата Законодательного Собрания Новосибирской области не менее 10 лет; - граждане Российской Федерации, имеющие общий трудовой стаж не менее 20 лет, награжденные государственными наградами СССР, Российской Федерации и (или) наградами Новосибирской области. | Постановление Законодательного Собрания Новосибирской области от 26 сентября 2013 года № 154 "О наградах Законодательного Собрания Новосибирской области " |
|                     | Почётный знак Законодательного Собрания Новосибирской области                                  | 26 сентября 2013 года | Почётный знак Законодательного Собрания Новосибирской области является формой поощрения граждан Российской Федерации, иностранных граждан и лиц без гражданства за активное сотрудничество с Законодательным Собранием Новосибирской области в сфере совершенствования законодательства Новосибирской области, реализации полномочий Законодательного Собрания и содействие развитию парламентаризма. Почетным знаком награждаются: - граждане Российской Федерации и лица без гражданства — за активное сотрудничество с Законодательным Собранием в сфере совершенствования законодательства Новосибирской области, реализации полномочий Законодательного Собрания Новосибирской области и содействие развитию парламентаризма; - иностранные граждане — за вклад в развитие межпарламентских связей Новосибирской области. | Постановление Законодательного Собрания Новосибирской области от 26 сентября 2013 года № 154 "О наградах Законодательного Собрания Новосибирской области " |
|                     | Медаль «Общественное признание»                                                                | 26 сентября 2013 года | Медаль Законодательного Собрания Новосибирской области «Общественное признание» является формой поощрения граждан Российской Федерации, иностранных граждан и лиц без гражданства, за большой вклад в экономическое, социальное и культурное развитие Новосибирской области, профессиональное мастерство, многолетний добросовестный труд, общественную деятельность. Медалью награждаются граждане, ранее награждённые Почётной грамотой Законодательного Собрания Новосибирской области и (или) Благодарностью Законодательного Собрания Новосибирской области. С ходатайством о награждении медалью в Законодательное Собрание Новосибирской области могут обращаться Председатель Законодательного Собрания, первый заместитель Председателя Законодательного Собрания, заместители Председателя Законодательного Собрания, комитеты Законодательного Собрания. В течение календарного года медалью могут быть награждены по представлению Председателя Законодательного Собрания не более 30 граждан, по представлению каждого из иных инициаторов — не более 15 граждан. | Постановление Законодательного Собрания Новосибирской области от 26 сентября 2013 года № 154 "О наградах Законодательного Собрания Новосибирской области " |
|                     | Почётная грамота Законодательного Собрания Новосибирской области −−− (Знак к почётной грамоте) | 26 сентября 2013 года | Почётная грамота Законодательного Собрания Новосибирской области является формой поощрения: - граждан Российской Федерации, иностранных граждан, лиц без гражданства, имеющих общий трудовой стаж не менее 10 лет, за существенный вклад в государственное строительство, совершенствование законодательства Новосибирской области, обеспечение прав и свобод граждан, социально-экономическое, научное, культурное развитие Новосибирской области, обеспечение общественной безопасности и правопорядка, решение вопросов местного значения, развитие институтов гражданского общества, высокое профессиональное мастерство и многолетний добросовестный труд; - коллективов организаций независимо от их организационно-правовых форм за высокие достижения в общественной и государственной деятельности и (или) значительный вклад в социально-экономическое, научное, культурное развитие Новосибирской области. Бланк Почётной грамоты Законодательного Собрания Новосибирской области для награждения граждан оформляется в формате А4, для награждения коллектива организации оформляется в формате А3. | Постановление Законодательного Собрания Новосибирской области от 26 сентября 2013 года № 154 "О наградах Законодательного Собрания Новосибирской области " |

## Ведомственные награды
| Изображение награды | Наименование награды                                            | Дата учреждения      | Правила награждения | Источник                                                                                            |
| ------------------- | --------------------------------------------------------------- | -------------------- | --- | --------------------------------------------------------------------------------------------------- |
|                     | Почётный знак «За общественное служение»                        | 16 декабря 2015 года | Почётный знак «За общественное служение» является ведомственной наградой министерства региональной политики Новосибирской области. Почётным знаком «За общественное служение» награждаются представители органов законодательной и исполнительной власти Новосибирской области, органов местного самоуправления муниципальных образований Новосибирской области, Вооруженных сил и правоохранительных органов Российской Федерации, некоммерческих организаций, средств массовой информации, жители Новосибирской области, внесшие значительный вклад в социальную и общественную жизнь и развитие Новосибирской области. Почётным знаком «За общественное служение» отмечают лиц, чья деятельность на благо общества снискала им доброе имя и безусловный авторитет, а также является примером подвижничества и высокого общественного служения, граждан, чей жизненный путь может стать примером для подрастающего поколения. | О награждении почётным знаком «За общественное служение» / 21 декабря 2016 15:50                    |
|                     | Медаль Д. А. Бакурова «За заслуги перед обществом»              | июнь 2022 года       | Медаль Д. А. Бакурова «За заслуги перед обществом» является высшей наградой Общественной палаты Новосибирской области. Медаль учреждена в июне 2022 года в честь 15-летнего юбилея Общественной палаты Новосибирской области и названа в честь прославленного новосибирца, ветерана Великой Отечественной войны, яркого общественного деятеля, члена Общественной палаты Новосибирской области Дмитрия Алексеевича Бакурова. Медалью награждаются жители Новосибирска и Новосибирской области, внесшие значительный вклад в социальную и общественную жизнь и развитие города Новосибирска и Новосибирской области. Награждение медалью Д. А. Бакурова «За заслуги перед обществом» производится решением Совета Общественной палаты Новосибирской области. | О награждении медалью Д. А. Бакурова «За заслуги перед обществом» / 20 декабря 2022                 |
|                     | Памятная медаль «120 лет пожарной охране Новосибирской области» | 27 июня 2017 года    | Памятная медаль «120 лет пожарной охране Новосибирской области» является ведомственной наградой Главного управления МЧС России по Новосибирской области, учреждённой в честь празднования в 2017 году памятной даты — 120-летия со дня образования первой пожарной части в посёлке Ново-Николаевский (ныне город Новосибирск). Памятной медалью награждались работники учреждений, организаций и предприятий, деятельность которых связана с реализацией государственной политики в области обеспечения пожарной безопасности, за добросовестное исполнение должностных обязанностей и высокие результаты в работе, а также иные лица, внесшие значительный вклад в развитие и совершенствование пожарной безопасности на территории Новосибирской области. Лицам, награждённым памятной медалью, вручалась медаль и удостоверение к ней. Памятная медаль «120 лет пожарной охране Новосибирской области» носится на левой стороне груди и располагается ниже государственных наград СССР, Российской Федерации и наград Новосибирской области. | О награждении памятной медалью «120 лет пожарной охране Новосибирской области» / 27 июня 2017 17:05 |
|                     | Медаль «Новосибирское землячество»                              | *                    | Медаль «Новосибирское землячество» является знаком отличия Новосибирского землячества в Москве, учреждённой с целью награждения ветеранов и активистов, партнёров, спонсоров и друзей землячества, внёсших значительный личный вклад в организацию, становление и развитие региональной общественной организации «Новосибирское землячество». Награждение медалью «Новосибирское землячество» производится по ходатайству: членов Правления землячества; руководителей органов законодательной и исполнительной власти субъектов Российской Федерации; руководителей общественных и иных организаций. | Положение о медали «Новосибирское землячество»                                                      |

## Награды города Новосибирска
| Изображение награды | Наименование награды                                                     | Дата учреждения     | Правила награждения | Источник |
| ------------------- | ------------------------------------------------------------------------ | ------------------- | --- | --- |
|                     | Звание «Почётный житель города» −−− (Нагрудный знак к званию)            | 30 мая 1996 года    | Звание «Почётный житель города» является знаком Почёта города Новосибирска и присваивается за большой вклад в экономическое, социальное и культурное развитие города Новосибирска, а также за иные заслуги перед городом Новосибирском. Звание может присваиваться как гражданам, так и организациям, расположенным в городе Новосибирске. Звание присваивается гражданам, как правило, один раз в два года решением Совета депутатов города Новосибирска. Лицу, удостоенному звания, в День города торжественно вручается удостоверение и нагрудный знак. Имена и фотографии лиц, удостоенных звания, заносятся в книгу «Почётные жители города». Портреты лиц, удостоенных звания, размещаются в здании мэрии города Новосибирска. Лица, удостоенные звания «Почётный житель города», имеют право на: - полное освобождение от оплаты за занимаемое жилое помещение и коммунальные услуги, радио, телевизионную антенну, платы за пользование стационарным телефоном по условиям тарифного плана «Безлимитный», домофоном, независимо от вида жилищного фонда, включая проживающих с ними членов их семей; - внеочередное медицинское обслуживание и бесплатное обеспечение лекарственными средствами, приобретаемыми по рецептам врача; - внеочередную бесплатную личную госпитализацию и лечение в больничных стационарах; - бесплатное изготовление и ремонт зубных протезов (кроме изготовленных из драгоценных металлов); - получение, по заключению лечебного учреждения, ежегодно, бесплатной путевки на санаторно-курортное лечение; - ежемесячное муниципальное вознаграждение в размере 8054,0 рублей, которое индексируется один раз в год по распоряжению мэра города Новосибирска в соответствии с официальным уровнем роста цен на товары и услуги за предыдущий год; - внеочередной приём депутатами Совета депутатов города Новосибирска, должностными лицами органов местного самоуправления города Новосибирска. | Решение Новосибирского городского Совета от 30 мая 1996 года № 175 "О звании «Почётный житель города» −−− Решение Совета депутатов города Новосибирска от 15 октября 2008 года № 1075 "О звании «Почётный житель города»      |
|                     | Памятный знак «За труд на благо города»                                  | 16 января 2003 года | Памятный знак «За труд на благо города» впервые был учреждён распоряжением мэра Новосибирска от 16 января 2003 года № 62-р в целях поощрения жителей Новосибирска за плодотворную работу на благо города. Положение о памятном знаке утверждено решением Совета депутатов города Новосибирска от 6 февраля 2008 года № 887 "О Памятном знаке «За труд на благо города». Памятным знаком «За труд на благо города», раз в пять лет, к юбилеям основания города Новосибирска, награждаются горожане, чьи профессиональные успехи и достижения, многолетний добросовестный труд и плодотворная работа в различных сферах деятельности сыскали почёт и уважение у жителей города Новосибирска. Вручение Памятного знака и удостоверения к нему производится в торжественной обстановке на мероприятиях, посвященных празднованию Дня города — очередному юбилею со дня основания города Новосибирска. Рисунок и описание памятного знака «За труд на благо города» учреждается к каждому очередному юбилею города заново. | Решение от 6 февраля 2008 года № 887 "О Памятном знаке «За труд на благо города» --- |
|                     | Почётная грамота мэрии города Новосибирска −−− (Знак к почётной грамоте) | 22 января 2018 года | К награждению Почётной грамотой могут быть представлены: - коллективы органов государственной власти, государственных органов, органов местного самоуправления (в том числе структурных подразделений мэрии города Новосибирска), муниципальных органов, организаций независимо от их организационной правовой формы, общественных объединений, расположенных на территории города Новосибирска, Новосибирской области или в других регионах Российской Федерации, активно взаимодействующие с городом Новосибирском и способствующие его развитию, — за особые достижения в различных сферах профессиональной деятельности, значительный вклад в социально-экономическое, научно-техническое и культурное развитие города Новосибирска. Награждение может быть приурочено к общероссийским или отраслевым профессиональным праздникам, юбилейным датам (10 лет и далее каждые последующие 10 лет, а также 25 лет и 75 лет), связанным с образованием органа государственной власти, государственного органа, органа местного самоуправления, муниципального органа, организации, общественного объединения, городским праздникам или значимым городским мероприятиям. - граждане Российской Федерации, проживающие в городе Новосибирске, имеющие стаж работы в сфере профессиональной деятельности (не менее 10 лет для награждения Почетной грамотой, не менее пяти лет — для объявления Благодарности), — за профессиональные успехи и достижения, многолетний добросовестный труд, активную общественную деятельность на благо города Новосибирска. Награждение может быть приурочено к общероссийским или отраслевым профессиональным праздникам, юбилейным датам, связанным с образованием органа государственной власти, государственного органа, органа местного самоуправления, муниципального органа, организации, общественного объединения, в котором работает (работал) гражданин, к городским праздникам или значимым городским мероприятиям, персональным юбилейным датам (50 лет и далее каждые пять лет). - граждане Российской Федерации, не проживающие в городе Новосибирске, иностранные граждане и лица без гражданства — за личный вклад в развитие города Новосибирска, его внешнеэкономических и культурных связей. - победители конкурсов в случаях, предусмотренных муниципальными правовыми актами города Новосибирска. | Постановление мэрии города Новосибирска от 22 января 2018 года № 202 «О положениях о Почётной грамоте мэрии города Новосибирска, Благодарности мэрии города Новосибирска, о Благодарственном письме мэра города Новосибирска» |
|                     | Нагрудный знак «За содействие специальной военной операции»              | 27 января 2025 года | Нагрудным знаком «За содействие специальной военной операции» награждаются граждане Российской Федерации (РФ), иностранные граждане и лица без гражданства за: - активную гражданскую позицию при осуществлении профессиональной служебной и общественной деятельности, направленной на поддержку Донецкой Народной Республики (ДНР), Луганской Народной Республики (ЛНР), Запорожской и Херсонской областей, приграничных территорий субъектов РФ, прилегающих к районам проведения специальной военной операции (СВО), и проживающего на их территориях населения; - добровольческую (волонтёрскую) деятельность, благотворительную деятельность, связанную с проведением СВО; - содействие, помощь и всестороннюю поддержку, оказанную населению на территориях ДНР, ЛНР, Запорожской и Херсонской областей, приграничных территориях субъектов РФ, прилегающих к районам проведения СВО; - выполнение работ (оказание услуг) по обеспечению жизнедеятельности населения и (или) восстановлению объектов инфраструктуры ДНР, ЛНР, Запорожской и Херсонской областей, приграничных территорий субъектов РФ, прилегающих к районам проведения СВО; - большой вклад в развитие, укрепление деловых и дружественных связей между городом Новосибирском и ДНР, ЛНР, Запорожской и Херсонской областями, приграничными территориями субъектов РФ, прилегающими к районам проведения СВО. | Постановление мэрии города Новосибирска от 27 января 2025 года № 511 «О положении о нагрудном знаке "За содействие специальной военной операции"»                                                                             |